# The Boss (песня Дайаны Росс)
«The Boss» (с англ. — «Босс») — песня американской певицы Дайаны Росс, записанная для её одноимённого девятого студийного альбома. Песню написали и спродюсировали Эшфорд и Симпсон. Композиция стала одной и самых популярных песен певицы, практически «визитной карточкой».
Песня смогла достичь вершины танцевального чарта Billboard в 1979 году, через 40 лет песня вновь возглавила данный чарт благодаря ремиксу «The Boss 2019», выпущенному Эриком Каппером. Официальные ремиксы на песню также выпустили Дэвид Моралес  1993 году (включён в альбом Diana Extended: The Remixes) и  Almighty (для сборника ремиксов Almighty — We Love Diana Ross).

## Чарты
| Чарт (1979)                           | Высшая позиция |
| ------------------------------------- | -------------- |
| Канада (RPM 100 Singles)              | 48             |
| Канада (RPM Adult Oriented Playlist)  | 1              |
| Канада (RPM Disco Playlist)           | 8              |
| Великобритания (OCC UK Singles)       | 40             |
| США (Billboard Hot 100)               | 19             |
| США (Billboard Adult Contemporary)    | 41             |
| США (Billboard Dance Club Songs)      | 1              |
| США (Billboard Hot R&B/Hip-Hop Songs) | 12             |
| США (Cash Box Top 100)                | 21             |

## Кавер-версии
- Во время своих концертов в 1982 году сами авторы Эшфорд и Симпсон исполняли данную песню.
- В 1997 году группа The Braxtons записали свою версию песни. Как и оригинал, она смогла возглавить чарт Hot Dance Club Songs[11].
- В 1998 году Уитни Хьюстон исполняла «The Boss» на своих концертах.
- Корейская певица J записала песню для своего альбома Chocolate в 2001 году.
- В 2008 году американская певица Kristine W выпустила кавер-версию данной песни в качестве лид-сингла со своего альбома The Power of Music. Песня вновь попала на первую строчку чарта Hot Dance Club Songs[12].